# Stará radnice (Tábor)
Stará radnice je původní radnice jihočeského Tábora, v centru města, na Žižkově náměstí, a dnes slouží jako muzeum.

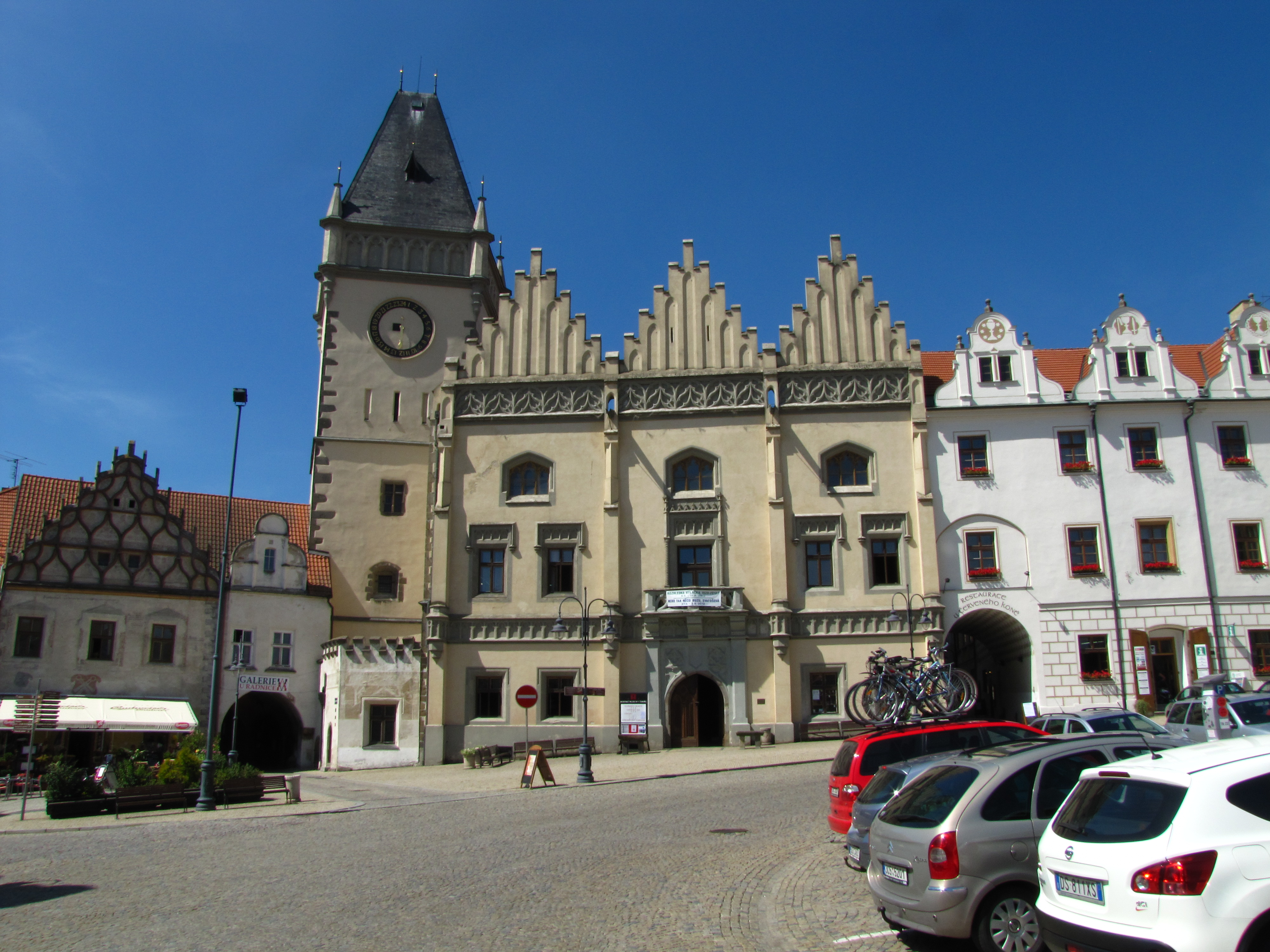
Radnice na Žižkově náměstí v Táboře

## Historie města
Historie města sahá do období před rokem 1232, kde jej, jako osadu Hradiště, založil Vítek z Klokot. Roku 1268 byla Vítkovci také vypálena a její obnova přišla po polovině 14. století, kdy byla znovu vystavěna na skalnatém ostrohu. Pod vedením Husových stoupenců se osada rozvíjela od roku 1420 jako městské zřízení. Po uzavření smlouvy s císařem Zikmundem, roku 1437, se dříve jmenované město Hradiště hory Tábor stává městem královským. Dále se rozvíjelo kolem půdorysně nepravidelného čtyřúhelníku náměstí a spletí nepravidelně plánovaných ulic. Tábor postihly dvě katastrofy, požáry v letech 1532 a 1559.

## Historie Staré radnice
Jednou z nejvýznamnějších staveb města je Stará radnice, která se nachází v místech západní strany Žižkova náměstí. Budova je známá především svojí historií, která se datuje do dob pozdní gotiky a velkou radniční síní, kde se nachází druhý největší gotický sál se síťovou klenbou v České republice, hned po Vladislavském sále. Je také prohlášena za Národní kulturní památku. Po povýšení města na královské začala na konci 15. století výstavba radnice (čp. 1). Jako rok dokončení radnice se uvádí rok 1521, je zaznamenán u schodiště do gotického sálu. Stavba probíhala souběžně s výstavbou kostela Proměnění páně a vznikla na místě tří zbořených městských domů jako dřevostavba. Stavitelem obou objektů byl mistr Staněk kameník. Následná rekonstrukce se datuje do období kolem roku 1679, kdy Antonio de Alfieri provedl barokní úpravy, kvůli kterým radnice zčásti ztratila původní vzhled. K dalším změnám došlo roku 1839, kdy bylo upraveno empírové průčelí. Současnou novogotickou podobu radnice získala po pseudogotických úpravách Josefa Niklase v letech 1874-1878. Původní pozdně gotické období tak nalezneme jen na zadní části stavby. Dnes se v budově nachází Muzeum husitského revolučního hnutí, které je zde otevřeno od roku 1960.

## Popis

### Exteriér
Jedná se o dvoupatrový nárožní objekt s tříosým průčelím směrem k náměstí, které je ukončeno třemi novogotickými štíty z tvárnic, jejichž plochu původně pokrýval slepý kružbový panel a za nimiž se nalézají tři sedlové střechy. Jednotlivé části průčelí jsou rozděleny plastickými pilastry. Ve střední ose průčelí se nachází hlavní vstup tvořený hrotitým portálem s pozdně gotickým ostěním, lemovaný polosloupy a zdobený kružbami. V patře nad vstupem se na třech mohutných krakorcích tyčí radniční balkon. Krakorce jsou součástí vodorovného oddělujícího prvku fasády a tím je dvojitá profilovaná římsa zdobená tzv. jeptiškami. Okna v přízemí jsou jednoduchá, obdélná, s rovným nadpražím a lehkým lemováním. V patře lze vidět již okna se zalomováním nadokenní římsy do stran a s bohatým ostěním. Sérii zakončují tři nezvyklá okna, která mají trojúhelníkové hrotité zakončení. Nad nimi je již široká korunní římsa s hvězdicovitou výplní. Dominantním prvkem je pětipatrová radniční věž, umístěna na levé straně. Má půdorys nepravidelného čtyřúhelníku. Fasáda je čistá a obohacená nárožní bosáží. Na jednotlivých stranách věže je umístěno nanejvýš jedno středně velké okno. Čtvrté patro je pojmenované jako hodinové, protože jsou zde uloženy věžní hodiny, které byly přeneseny z farního chrámu roku 1656. Tyto hodiny jsou zdejší raritou, říká se jim táborský orloj a mají dvacet čtyři číslic s jedinou hodinovou ručičkou. Věž je ukončená slepou galerií s nárožními vížkami a dlátkovou střechou. Ta se vyznačuje obdélným půdorysem a převládá zde výška. Radnice je spojena s významným domem (čp. 2) z roku 1562, ve kterém je umístěn gotický portál.

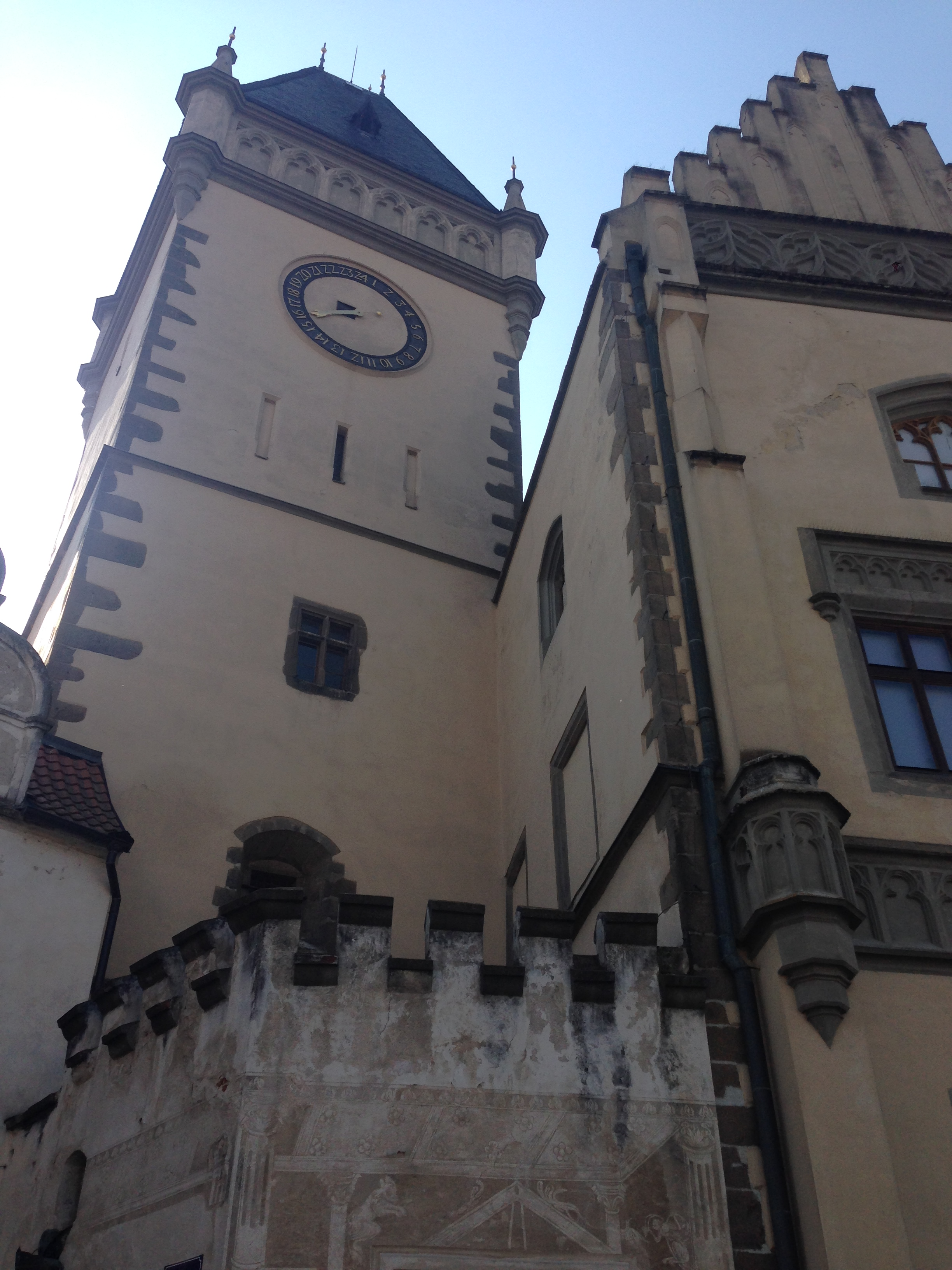
Pětipatrová radniční věž

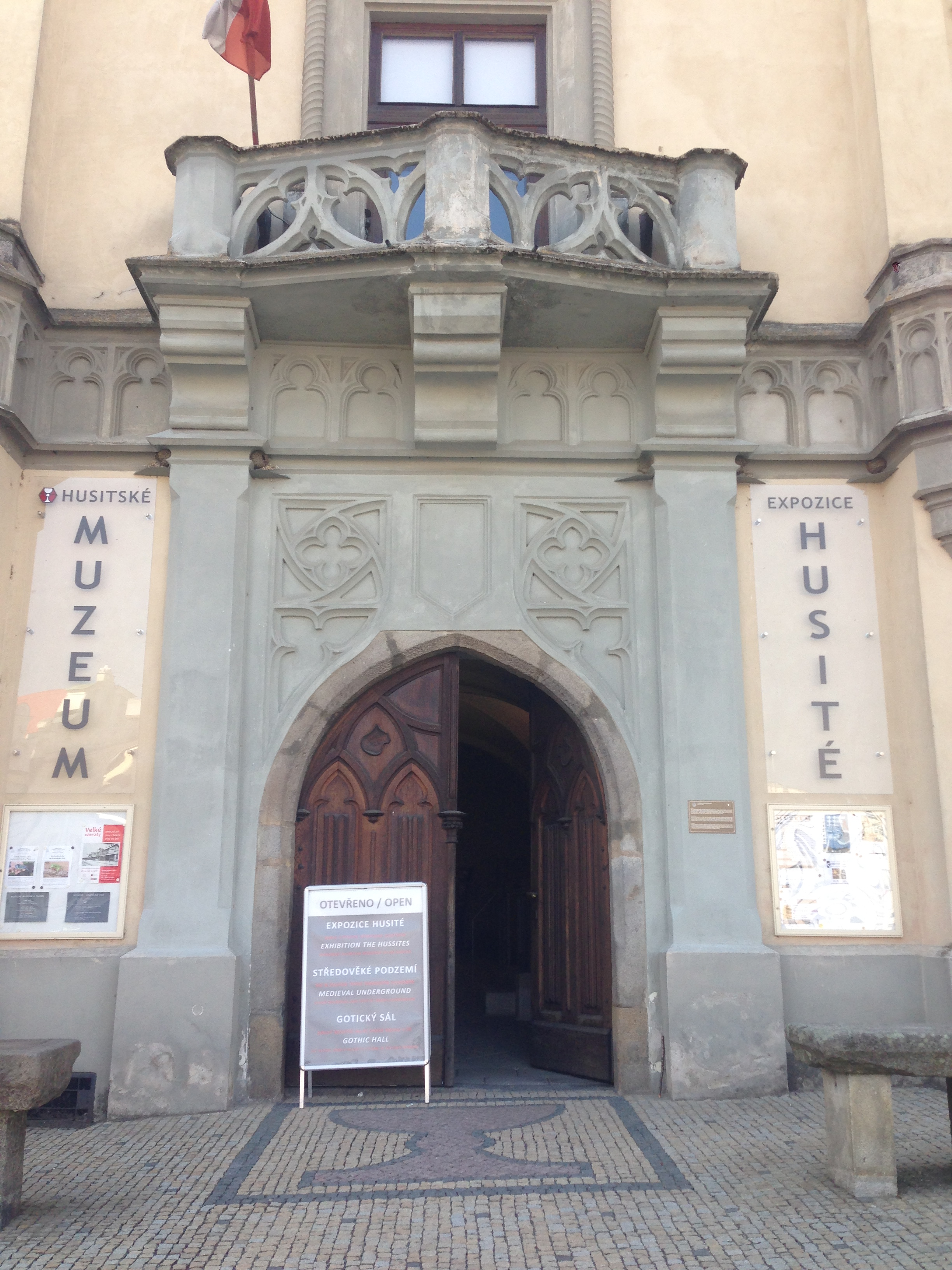
Hrotitý portál s pozdně gotickým profilovaným ostěním lemovaný polosloupy

### Interiér
Radnice je vystavěna na půdorysu nepravidelného čtyřúhelníku kolem nevelkého čtvercového dvora. Průjezd do zmíněného dvora je tvořen pomocí zaklenutí valbovou klenbou s lunetami a uvnitř se nachází pavlače neseny na krakorcích a otevřené schodiště z roku 1527, které umožňuje vstup do prvního patra. Před hlavní vstupem se dříve nacházelo malé stavení, které sloužilo jako veřejná kuchyně. Přízemí je tvořeno hloubkovým trojtraktem a za vstupem je umístěn přízemní radniční mázhauz s křížovou klenbou. Prvně se zde uskladňovali nástroje jako jsou například žebříky, háky, konve, špice nebo nástroje k hašení ohně. Po pravé i levé straně se nachází čtyři prostory, které sloužily jako vězení tzn. Vězení rathouzí, kde byli vězněni měšťané za své dluhy. Nachází se zde i vstup do zemních chodeb tzv. Táborského podzemí, které vznikly propojením sklepení měšťanských domů a sklepení radnice, umístěné pod severním křídlem. První patro bylo původně s dřevěnými stropy a s velkými okny se sedátky v hlubokých špaletách. Dělí se v pravé části na radní sál a šest dalších místností s křížovou a plackovou klenbou a místnosti plochostropé.

#### Radní síň
Radní síň byla vytvořena v letech 1515-1516 po stavebních úpravách Wendela Roskopfa, který byl žákem Benedikta Reida a Hanse Spiesse z Frankfurtu. Síň vznikla odstraněním větší poloviny prostoru druhého patra a má 250 čtverečních metrů. Byla dvoulodní ve tvaru obráceného L a zaklenutá síťovou žebrovou klenbou. Je dělena do devíti klenebních polí se dvěma nosnými osmibokými pilíři s „groteskními antropomorfními a zoomorfními motivy na svornících“. Dle tradice dvě mužské hlavy na jednom ze svorníků zobrazují Jana Žižku a Prokopa Holého, kteří byli prohlášení za nejslavnější hejtmany táborských polních vojsk. Důležité je zmínit hlavní vstup do síně, nad kterým se nachází kámen s vytesaným městským znakem v podobě rámce ze suchých větví a i zde jsou vyznačeny figury Jana Žižky, Jana Husa, Jeronýma Pražského a dvojici postav Adama a Evy. Umístěn je zde i monogram, který dokládá Wendelovo autorství. Tento kámen je datován do doby 1515, restaurován byl roku 1923. Z téže doby pochází i dva sedlové, bohatě profilované portály, nápisy a kresby na stěnách psané rudkou ze 16. století.

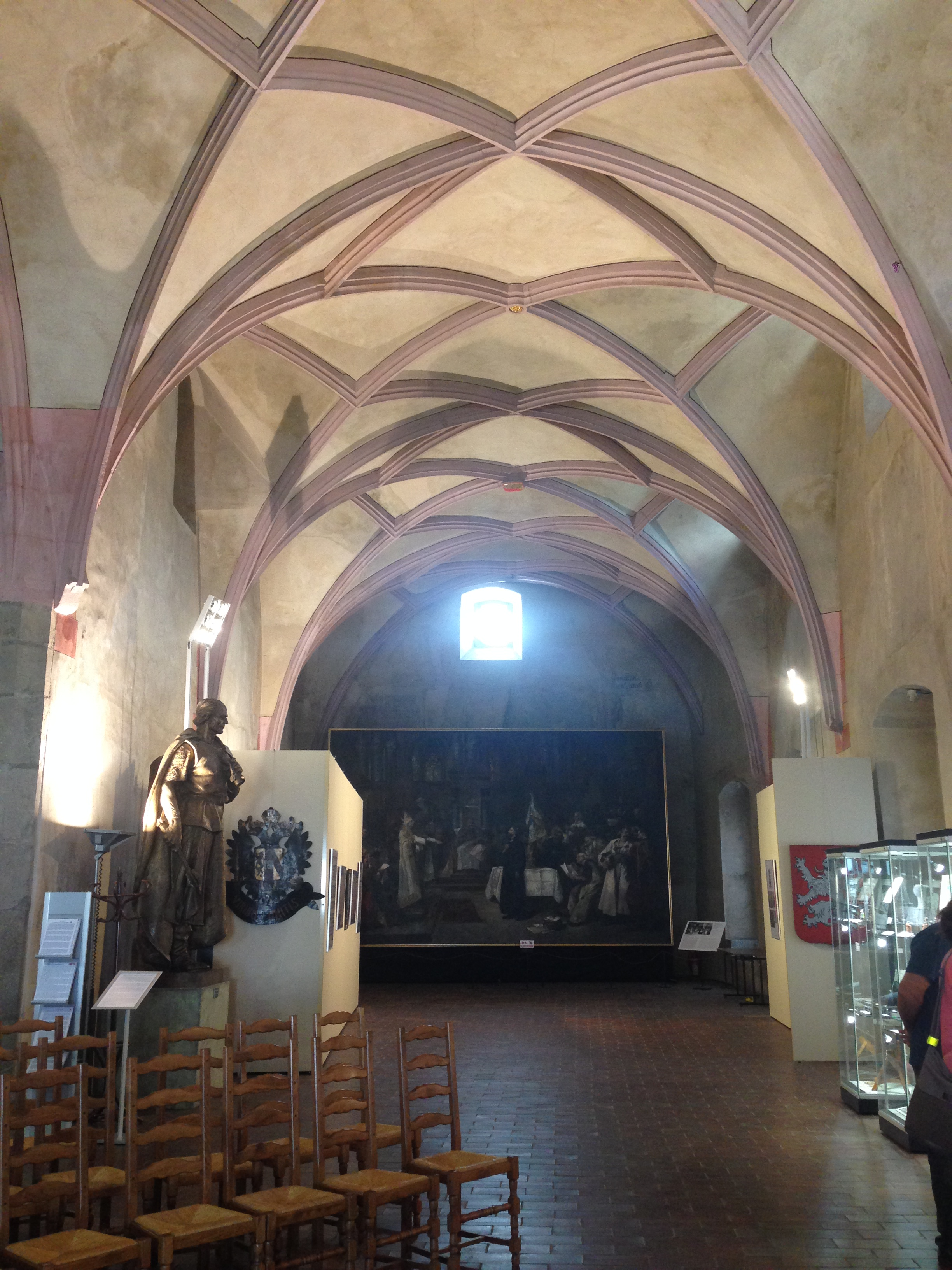
Síťová žebrová klenba

## Aktuality
Dnes město Tábor plánuje rozsáhlou rekonstrukci Staré radnice, která by měla skončit roku 2020, kdy město bude slavit 600 let od svého založení. Poslední větší úpravy proběhly před 20 lety. Teď se chce radnice zaměřit hlavně na obnovu fasády střechy a krovů, ale především také opravu radničního sálu, kde se uvažuje o podlahovém vytápění. Po úpravách by také mohl být odhalen 500 let starý dřevěný strop, který se řadí k nejcennějším artefaktům staré radnice.

### Webové zdroje
- Jiri Cizek, Atthero. Stará radnice, Tábor. www.hrady.cz [online]. [cit. 2018-03-15]. Dostupné online.
- Památkový katalog - 10000147161 - stará radnice. pamatkovykatalog.cz [online]. [cit. 2018-03-15]. Dostupné online.
- Jižní Čechy pohodové, Stará radnice Tábor. www.jiznicechy.cz [online].Copyright © 2018 [cit. 2018-03-15]. Dostupné online.